# Mercado de Rojas Clemente
El mercado de Rojas Clemente (en valenciano: Mercat de Rojas Clemente) se encuentra ubicado en la plaza de Rojas Clemente sin número de la ciudad de Valencia (España). 

## Edificio
El edificio fue construido en 1963 e inaugurado el 5 de diciembre de 1963 por el entonces alcalde de Valencia, Adolfo Rincón de Arellano García. Es un mercado de titularidad municipal situado en el barrio del El Botánico y uno de los edificios más populares de dicho barrio. Se encuentra situado cerca de edificios como las Torres de Quart o el IVAM.
Fue construido en solo cinco meses por los arquitectos Gelabert y Ribas con una iniciativa privada destinada a albergar a los doscientos vendedores del barrio que utilizaban el antiguo mercado de la plaza de San Sebastián, ubicado al aire libre. Actuó de promotor el empresario Eusebio Santos Martínez. Tuvo un coste de treinta millones de pesetas. Está dotado de comercios y establecimientos dedicados a la alimentación y la hostelería.
En 2017 se realizó un proyecto de redecoración de los muros exteriores por parte de artistas que fue sometido a la participación ciudadana para realzar el popular edificio. En el año 2019 está prevista una remodelación del mercado para dotarlo de distintas mejoras.